# Mike Okot
Michael „Mike“ Okot (* 25. Dezember 1958) ist ein ehemaliger ugandischer Leichtathlet.
Okot war Dritter der Afrikameisterschaften 1982 im 400-Meter-Lauf. Mit 46,20 Sekunden lag er hinter Amadou Dia Ba aus dem Senegal und James Atuti aus Kenia. Mit der ugandischen 4-mal-400-Meter-Staffel gewann er 1982 ebenfalls Bronze. Bei den Weltmeisterschaften 1983 in Helsinki schied er über 400 Meter mit 46,38 Sekunden im Viertelfinale aus, die Staffel wurde im Vorlauf disqualifiziert.
Bei den Olympischen Spielen 1984 in Los Angeles schied Okot über 400 Meter bereits im Vorlauf aus. Die ugandische Staffel in der Aufstellung John Goville, Moses Kyeswa, Peter Rwamuhanda und Mike Okot als Schlussläufer erreichte das Finale und belegte mit neuem Landesrekord von 3:02,09 Minuten den siebten Platz.
Okot war auch bei den Olympischen Spielen 1988 in Seoul dabei, hier lief er in der ugandischen 4-mal-100-Meter-Staffel, schied aber nach den Vorläufen aus. Mike Okot lebte zeitweise in Schweden und war schwedischer Hallenmeister im 800-Meter-Lauf 1988.
Mike Okot hatte bei einer Größe von 1,73 Meter ein Wettkampfgewicht von 60 Kilogramm.

## Ugandische Meistertitel
- 100-Meter-Lauf: 1982[2]
- 200-Meter-Lauf: 1981, 1982, 1983
- 400-Meter-Lauf: 1981, 1982, 1983
- 800-Meter-Lauf: 1983